# Чемпионат Европы по фехтованию 1993
Чемпионат Европы по фехтованию в 1993 году прошёл в Линце (Австрия). В связи с тем, что с 1992 по 1997 годы на чемпионатах Европы не проводились соревнования в командных первенствах, спортсмены состязались только в личном зачёте. Поединков за третье место в индивидуальном первенстве не проводилось; бронзовые медали получали оба спортсмена, проигравшие полуфинальные бои.

## Общий медальный зачёт
| Место | Страна    | Золото | Серебро | Бронза | Всего |
| ----- | --------- | ------ | ------- | ------ | ----- |
| 1     | Германия  | 3      | 2       | 4      | 9     |
| 2     | Италия    | 1      | 0       | 2      | 3     |
| 3     | Австрия   | 1      | 0       | 0      | 1     |
| 4     | Венгрия   | 0      | 2       | 1      | 3     |
| 5     | Швейцария | 0      | 1       | 0      | 1     |
| 6     | Румыния   | 0      | 0       | 2      | 2     |
| 7     | Франция   | 0      | 0       | 1      | 1     |
| Всего | Всего     | 5      | 5       | 10     | 20    |

## Медалисты

### Мужчины
| Дисциплина               | Золото         | Серебро        | Бронза                              |
| ------------------------ | -------------- | -------------- | ----------------------------------- |
| Шпага Личное первенство  | Патрик Дренерт | Мариуш Стжалка | Габор Тотола Жан-Франсуа ди Мартино |
| Рапира Личное первенство | Йоахим Вендт   | Уве Рёмер      | Инго Вайсенборн Торстен Вайднер     |
| Сабля Личное первенство  | Феликс Беккер  | Чаба Кёвеш     | Штеффен Визингер Флорин Лупейкэ     |

### Женщины
| Дисциплина               | Золото            | Серебро             | Бронза                       |
| ------------------------ | ----------------- | ------------------- | ---------------------------- |
| Шпага Личное первенство  | Роберта Джиуссани | Джианна Бюрки       | Эва-Мария Иттнер Элиза Уга   |
| Рапира Личное первенство | Аня Фихтель       | Жужанна Яноши-Немет | Валентина Веццали Лаура Бадя |